# Kopalnia Węgla Kamiennego Jankowice
Kopalnia Węgla Kamiennego Jankowice – kopalnia węgla kamiennego z siedzibą w Rybniku, znajdująca się w dzielnicy Rybnika – Boguszowicach oraz częściowo w Jankowicach w gminie Świerklany. Kopalnia ta należy do PGG, gdzie razem z kopalnią Chwałowice, kopalnią Marcel oraz kopalnią Rydułtowy tworzą jedną kopalnię ROW. Leży na zachód od Lasu Blicherskiego.

## Historia
Budowę kopalni rozpoczęto w latach 1913–1915 na obszarze górniczym należącym do książąt Donnersmarck. W 1916 roku nastąpiło przekazanie kopalni do eksploatacji i rozpoczęcie wydobycia węgla kamiennego. Kopalnia do 1922 roku i w latach okupacji nosiła nazwę „Blücher-Schächte”. Następnie w latach 1922–1934 nosiła nazwę „Szyby Blücher”, w latach 1934–1939 „Szyby Jankowice”, a od 1945 „Jankowice”.
W 1940 roku wydobyto tu 329000 ton węgla, a już trzy lata później 626700 ton.
Kopalnia Jankowice wchodziła po II wojnie światowej, kolejno w skład organizacji skupiających zakłady górnicze na naszym terenie: Rybnickie Zjednoczenie Przemysłu Węglowego (działało w latach 1945–1982), Zrzeszenie Kopalń Węgla Kamiennego w Jastrzębiu-Zdroju (działało w latach 1982–1984), Rybnicko-Jastrzębskie Gwarectwo Węglowe (działało w latach 1984–1988), Przedsiębiorstwo Eksploatacji Węgla „Południe” z siedzibą w Jastrzębiu-Zdroju (do chwili uzyskania samodzielności ekonomicznej; działało w latach 1989–1990). 1 kwietnia 1993 roku kopalnia „Jankowice” weszła w skład Rybnickiej Spółki Węglowej S.A. W latach 2003–2016 kopalnia należała do Kompanii Węglowej SA. 1 lipca 2016 r. KWK Jankowice została połączona z KWK Marcel, KWK Rydułtowy i KWK Chwałowice, tworząc jedną kopalnię – KWK ROW, wchodzącą w skład Polskiej Grupy Górniczej sp. z o.o.
Na początku lat 70. XX w. w związku ze wzrostem zużycia najważniejszego surowca energetycznego Polski – węgla kamiennego, Rybnickie Zjednoczenie Przemysłu Węglowego przedsięwzięło kroki mające na celu zwiększenie jego wydobycia.
Prócz budowy nowych kopalń, postanowiono zwiększyć możliwości wydobywcze już istniejących m.in. kop. „Jankowice”. Stwierdzono, że najszybszym sposobem na osiągnięcie tego celu jest budowa kopalni dwupolowej. Do istniejącego już pola głównego dobudowano pole peryferyjne opierające się na terenach 5, 5a i 6. Pole to powstało głównie w celu eksploatacji niecki marklowickiej. Omawiany teren był miejscem pracy ok. 3000 osób.
Po około 30 latach eksploatacji nastąpiło wyczerpanie złoża udostępnionego ww. szybami.
Z początkiem XXI w. zgodnie z postulatami ograniczania majątku nieprzemysłowego kopalń RSW podjęła decyzję o stopniowej likwidacji pola związanego z szybem VI.
- 16.11.2000 likwidacja szybu V
- 07.04.2003 likwidacja szybu Va
- 22.05.2007 likwidacja szybu VI[4]

Po likwidacji szybów oraz infrastruktury towarzyszącej kop. „Jankowice” przystąpiła do eksploatacji węgla (5 mln ton) związanego w ich filarach ochronnych.
W harmonogramie likwidacji do roku 2009 zaplanowano budowę obiektów rekreacyjno-sportowych.
Kopalnia w I. półroczu 2014 r. zatrudniała 3536 pracowników i przynosiła straty w wysokości -35 zł. na tonie wydobytego węgla.
Kopalnia jest zabezpieczana przez Okręgową Stację Ratownictwa Górniczego w Wodzisławiu Śląskim.
Przy KWK Jankowice, Ministerstwo Bezpieczeństwa Publicznego na podstawie dekretu PKWN z 31 sierpnia 1944 utworzyło obóz pracy nr 44 podlegający Centralnemu Zarządowi Przemysłu Węglowego.